# Гламата
Гламата е изолирано възвишение в Северозападна България, Западна Дунавска равнина, област Монтана.
Гламата е изолирано възвишение в Западната Дунавска равнина на границата с Предбалкана, издигащо се югозападно от село Клисурица, община Монтана. Западните и северните склонове на възвишението са стръмни и се спускат почти отвесно (денивелация от 80 до 100 m) над язовир „Клисурица“ и долината на река Селска бара (горното течение на река Цибрица). На юг чрез ниска (около 280 – 290 m) седловина се свързва със северния склон на Широка планина, част от Предбалкана. Максимална височина връх Гламата (333,8 m), разположен на 360 m югозападно от село Клисурица.
Възвишението е изградено от горноюрски пясъчници и варовици и е остътък от разрушеното северно бедро на Белоградчишката антиклинала.
Възвишението е обрасло с келяви дъбови гори и пасища. Каменна кариера.
През седловината, свързваща възвишението с Широка планина, преминава участък от първокласен път № 1 от Държавната пътна мрежа Видин – София – ГКПП „Кулата“.

## Топографска карта
- Лист от карта K-34-23. Мащаб: 1 : 100 000.